# Nico Melamed
Nicolás Melamed Ribaudo (Barcellona, 11 aprile 2001) è un calciatore spagnolo, centrocampista o attaccante dell'Almería.

## Caratteristiche tecniche
È un centrocampista offensivo molto tecnico e con una discreta visione di gioco. Dotato di baricentro basso, può essere impiegato come trequartista o da ala sinistra.

## Carriera

### Espanyol
Cresciuto nel settore giovanile dell'Espanyol, ha esordito in prima squadra il 15 agosto 2019 disputando l'incontro di Europa League vinto 3-0 contro il Lucerna. Aggregato definitivamente alla prima squadra dopo lo stop dovuto alla pandemia di COVID-19, ha debuttato in Primera División il 25 giugno in occasione dell'incontro perso 1-0 contro il Real Betis. Il 13 febbraio 2022 si prende la sua prima espulsione per una rissa con Piqué del Barcellona.

### Almería
Il 3 Luglio 2024 diventa ufficiale il suo trasferimento all'Almeria,dopo esser svincolato dall'Espanyol,con cui firma un contratto fino al 30 Giugno 2030.

## Statistiche

### Presenze e reti nei club
Statistiche aggiornate al 26 gennaio 2023.
| Stagione          | Squadra           | Campionato        | Campionato | Campionato | Coppe nazionali | Coppe nazionali | Coppe nazionali | Coppe continentali | Coppe continentali | Coppe continentali | Altre coppe | Altre coppe | Altre coppe | Totale | Totale | Totale |
| Stagione          | Squadra           | Comp              | Pres       | Reti       | Comp            | Pres            | Reti            | Comp               | Pres               | Reti               | Comp        | Pres        | Reti        | Pres   | Reti   |        |
| ----------------- | ----------------- | ----------------- | ---------- | ---------- | --------------- | --------------- | --------------- | ------------------ | ------------------ | ------------------ | ----------- | ----------- | ----------- | ------ | ------ | ------ |
| 2018-2019         | Espanyol B        | SDB               | 12         | 2          |                 | -               | -               |                    | -                  | -                  |             | -           | -           | 12     | 2      |        |
| 2019-2020         | Espanyol B        | SDB               | 26         | 7          |                 | -               | -               |                    | -                  | -                  |             | -           | -           | 26     | 7      |        |
| Totale Espanyol B | Totale Espanyol B | Totale Espanyol B | 38         | 9          |                 | -               | -               |                    | -                  | -                  |             | -           | -           | 38     | 9      |        |
| 2019-2020         | Espanyol          | PD                | 6          | 0          | CR              | 0               | 0               | UEL                | 1                  | 0                  |             | -           | -           | 7      | 0      |        |
| 2020-2021         | Espanyol          | SD                | 33         | 6          | CR              | 3               | 0               | -                  | -                  | -                  |             | -           | -           | 36     | 6      |        |
| 2021-2022         | Espanyol          | PD                | 31         | 1          | CR              | 2               | 0               | -                  | -                  | -                  |             | -           | -           | 33     | 1      |        |
| 2022-2023         | Espanyol          | PD                | 12         | 0          | CR              | 4               | 2               |                    | -                  | -                  |             | -           | -           | 16     | 2      |        |
| Totale Espanyol   | Totale Espanyol   | Totale Espanyol   | 82         | 7          |                 | 9               | 2               |                    | 1                  | 0                  |             | -           | -           | 92     | 9      |        |
| Totale carriera   | Totale carriera   | Totale carriera   | 120        | 16         |                 | 9               | 2               |                    | 1                  | 0                  |             | -           | -           | 130    | 18     |        |

## Palmarès

### Club

#### Competizioni nazionali
- Segunda División: 1

Espanyol: 2020-2021